# لندست ۸
لندست ۸ (انگلیسی: Landsat 8) ماهواره آمریکایی دیده‌بانی زمین است که ۱۱ فوریه ۲۰۱۳ به فضا پرتاب شد. لندست ۸ هشتمین ماهواره از سری ماهواره‌های لندست و هفتمین ماهواره از این پروژه است که با موفقیت در مدار قرار گرفت. این ماهواره حاصل همکاری ناسا و سازمان زمین‌شناسی آمریکا است و توسط اوربیتال ساینسز کورپوریشن ساخته شده است. مرکز پروازهای فضایی گودارد مسئولیت توسعه مهندسی و قراردادن ماهواره در مدار و سازمان زمین‌شناسی آمریکا توسعه سیستم‌های زمینی و هدایت پروژه را به عهده داشته‌اند.

## دورنمای ماموریت
بازنشسته شدن لندست ۵، تنها لندست ۷ در مدار باقی می‌ماند. قرار گرفتن لندست ۸ در مدار دسترسی مستمر و مداوم به تصویربردار عملیاتی زمین (OLI) و تصویر برداری گرمایی مادون‌قرمز زمین (TIRS) امکان پذیر شد.
همچنین، این دو ابزار تصویر نه باند موج کوتاه و دو باند موج بلند باند گرمایی را جمع‌آوری می‌کنند. این ماهواره با ماموریتی پنج ساله طراحی شد اما با سوخت کافی برای عملیاتی ده ساله به مدار فرستاده شد.
ماموریت لندست ۸ از سه ماموریت کلیدی و هدفهای علمی تشکیل شده:
- جمع‌آوری و آرشیو اصلاعات تصاویر چند طیفی رزولوشن متوسط (دقت ۳۰ متر) و استطاعت پوشش فصلی جهانی برای مدت بیش از پنج سال.
- اطمینان از اینکه داده‌های لندست ۸ به اندازه کافی با داده‌های ماموریت‌های لندست‌ قبلی در جمع‌آوری هندسی، کالیبراسیون، پوشش، طیفی، کیفیت تصاویر خروجی و دسترسی به مطالعات پوشش زمین در طول زمان همخوانی دارند
- اجازه دسترسی به اطلاعات لندست ۸ به عموم بدون تبعیض و بدون هزینه برای کاربران.[۲]